# Helen Gibson (Stuntfrau)

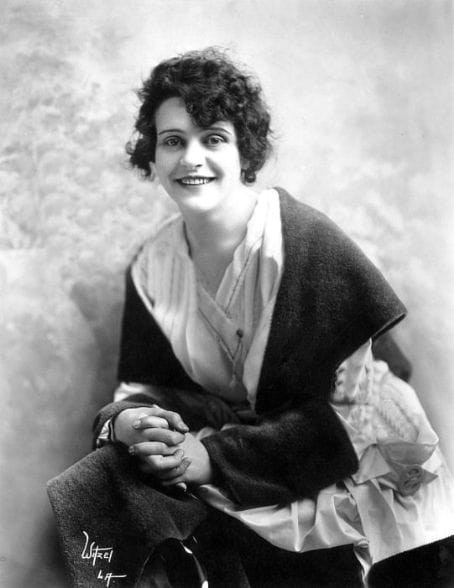
Helen Gibson in den 1910er Jahren

Helen Gibson (* 27. August 1892 in Cleveland als Rose August Wenger; † 10. Oktober 1977 in Roseburg) war eine US-amerikanische Schauspielerin, Vaudeville-Künstlerin und Kunstreiterin. Sie begann zunächst eine Karriere im Rodeo und zog später nach Hollywood. Dort wurde sie in zahlreichen Filmen in kleinen Statistenrollen besetzt. Zudem war sie ein gefragtes Stuntdouble für bekannte Schauspielerinnen, vor allem in Western. Daneben war sie eine Zeit lang Hauptdarstellerin in mehreren Action-Serials, in denen sie etliche Stunts ausführte. Sie gilt daher als erste Stuntfrau der USA.

## Frühe Jahre
Rose August Wenger wurde 1892 als Kind deutsch-schweizerischer Einwanderer in Cleveland im US-Bundesstaat Ohio geboren und wuchs dort auch auf. Wie sie sagte, habe sich ihr Vater immer einen Sohn gewünscht, weswegen er seinen fünf Töchtern erlaubte, sich „wie Tomboys zu benehmen“ und damals als maskulin geltenden Interessen nachzugehen. In ihrem Fall waren das Wild West Shows. 1909 besuchte Wenger mit einer Freundin eine solche Vorstellung. Die Darsteller der damals beliebten Vaudeville-Aufführungen waren wie Cowboys beziehungsweise amerikanische Ureinwohner verkleidet. Sie zeigten beispielsweise ihr Können im Kunstschießen, Pferderennen und Rodeo.
Nach der Aufführung wollte Wenger ihren Beruf als Angestellte einer Zigarrenfabrik aufgeben und Rodeoreiterin werden. Sie fragte deswegen beim Veranstalter der Show an, der ihr erzählte, dass die Miller Brothers 101 Ranch in Ponca City, deren Betreiber Wild West Shows in den ganzen USA veranstalteten, Nachwuchsreiterinnen suche. Wenger begab sich dorthin und erlernte das Kunstreiten. Wie sie später berichtete, absolvierte sie eine Übung, bei der während des Ritts ein Taschentuch vom Boden aufgehoben wurde, im schnellen Galopp. Die Warnung älterer Kollegen vor möglichen Kopfverletzungen ignorierte sie, da ihr dies nach eigener Einschätzung niemals passieren könne.

## Karriere

### Anfänge
Wenger feierte ihr Debüt in der Wild West Show im April 1910 in St. Louis. Nach einer Aufführung in Venice im Winter des darauffolgenden Jahres war die Showtour beendet, worüber das Ensemble aber vorher nicht informiert worden war. Sie suchten deswegen nach neuen Verdienstmöglichkeiten und wurden schnell fündig, als sie in der Stadt dem Filmproduzenten Thomas Harper Ince begegneten. Weil sein Studio oft Stummfilm-Western im Programm hatte, engagierte er Gibson und andere Mitglieder der Wild West Show als Darsteller. Sie lebten während der Dreharbeiten in Venice und erhielten einen Wochenlohn von acht Dollar pro Person.
Wenger hatte 1912 ihren ersten größeren Filmauftritt in Ranch Girls on a Rampage. Sie bekam dafür eine für eine Newcomerin hohe wöchentliche Gage von 15 Dollar. In ihrer Freizeit nahm sie weiterhin an Rodeos teil. Dabei fand sie einen Sponsor, der eine Ranch in Pendleton hatte. Wenger lebte dort eine Zeit lang und lernte in der Stadt den Reiter und Schauspieler Hoot Gibson kennen. Die beiden arbeiteten kurz darauf zusammen. Wie es heißt, gewannen sie bei einem Rodeo in Salt Lake City in allen Kategorien, erhielten aber das Preisgeld nicht, da der Veranstalter vor der Auszahlung die Stadt verlassen hatte. Gibson und Wenger nahmen an weiteren Rodeos in Winnipeg und Boise teil, ehe sie für das große Turnier Pendleton Round-Up zurückkehrten. Weil kaum noch Zimmer in den Herbergen frei waren und sie Reitern begegneten, die im Freien schlafen mussten, entschieden sich die beiden kurzerhand zu heiraten. Ehepaare wurden bei der Zimmervergabe bevorzugt. Das beim Round-Up gewonnene Geld nutzten sie für eine Reise nach Los Angeles. Beide fanden in der Stadt Arbeit als Doubles für Tom Mix beziehungsweise Helen Holmes. Dadurch wurden sie gleichzeitig zu Prominenten und oft in Filmzeitschriften erwähnt.

### Filmkarriere in den 1910er Jahren
Aufgrund ihrer Sportlichkeit wurde Gibson im Abenteuer-Serial The Hazards of Helen der Kalem Company als Stuntdouble für die Hauptdarstellerin Holmes engagiert. Vorher übernahmen stets Männer in Frauenkleidung für Schauspielerinnen zu gefährliche Szenen. Deswegen gilt nicht nur The Hazards of Helen als erstes Action-Franchise, sondern auch Gibson als erste Stuntfrau der Vereinigten Staaten. Die Reihe handelte von einer heldenhaften Telegrafistin, die von Banditen verursachte Zugunglücke verhindert. Trotz ihres Doubles übernahm Holmes selbst viele Stunts. Eines Tages verletzte sie sich dabei. Während ihres Ausfalls wurde Gibson als Ersatz eingesetzt. Kurz darauf kündigte Holmes, weswegen Kalem die Reihe mit Gibson in der Hauptrolle fortsetzte, die sich fortan in der Öffentlichkeit mit Vornamen Helen nennen lassen musste.
Einer von Gibsons berühmtesten Stunts war ein Sprung vom Dach eines Bahnhofsgebäudes auf einen fahrenden Zug. Sie probte ihn mehrmals mit einem stehenden Zug. Bei den Dreharbeiten führte sie den Sprung korrekt aus und landete auf der vorgesehenen Stelle, rutschte jedoch durch das Ruckeln des Zugs auf die Lücke zwischen den Waggons zu. Gibson konnte sich rechtzeitig am Waggonrand festhalten, versuchte aber nicht, wieder auf den Waggon zu klettern, sondern baumelte absichtlich am Rand, um die Spannung der Szene zu erhöhen. Sie blieb bis auf wenige Prellungen unverletzt. Wegen ihrer Stunts, unter anderem ein Sprung aus einem Doppeldecker in einen Fluss oder von einem Motorrad auf einen brennenden Güterwaggon, wurde Gibson als „Mutigste Filmschauspielerin“ und „Eisenbahn-Mädchen“ beworben.
Eines Tages präsentierte Gibson ihrem Arbeitgeber eine eigene Idee für eine Episode von The Hazards of Helen. In der Handlung wollte die Hauptfigur einen außer Kontrolle geratenen Zug einholen. Dafür ließ sie ein Pferdegespann los und ritt auf den Tieren stehend auf eine Brücke zu, an der ein Seil hing. Damit schwang sie sich von den Pferden auf den Zug und brachte ihn schließlich rechtzeitig zum Stehen. Dabei riskierte Gibson im Fall einer Verletzung sowohl ihre Entlassung als auch hohe Arztkosten, da keine Versicherung sie decken wollte. Sie führte den Stunt dennoch aus und prallte hart gegen die Zugwand. Den Rat zu einer einwöchigen Bettruhe lehnte sie ab, da es im Leben eben viele Gefahren gebe. Gibsons Vorgesetzte waren mit ihrer Leistung derart zufrieden, dass sie ihr Wochengehalt von 35 auf 50 Dollar erhöhten.
Nach dem Ende von The Hazards of Helen im Februar 1917 produzierte Kalem eine neue, ähnliche Reihe mit dem Titel The Daughter of Daring. Ihren bekanntesten Stunt aus dieser Serie absolvierte Gibson auf einem Motorrad. Sie durchbrach ein Holztor, fuhr auf den Bahnsteig und durch die offenen Türen eines abgestellten Güterwaggons. Schließlich landete sie nach kurzer Zeit in der Luft mit ihrer Maschine auf einem Flachwagen eines vorbeifahrenden Zugs. Im selben Jahr wurde Kalem infolge finanzieller Probleme aufgelöst. Daraufhin nahm Universal Pictures Gibson für drei Jahre unter Vertrag und bezahlte ihr pro Woche 125 Dollar. In dieser Zeit entwickelte ihr Ehemann aufgrund ihrer gestiegenen Berühmtheit eine starke Eifersucht, die drei Jahre später zur Scheidung führte. Bei einer Volkszählung von 1920 bezeichnete er sich dennoch als verheiratet, sie sich hingegen als Witwe.

### Kurzzeitiges Karriereende im Filmgeschäft
Nach dem Ende ihres Engagements bei Universal erhielt Gibson ein Vertragsangebot der Capital Film Company. Allerdings ging das Unternehmen im Mai 1920 bankrott. Deswegen gründete Gibson eine eigene Filmproduktionsfirma, die Helen Gibson Productions. Jedoch waren ihre Finanzen bereits während der Dreharbeiten des ersten Spielfilms No Man’s Woman aufgebraucht. Obwohl die Produktion von einem anderen Unternehmen übernommen und unter dem Namen Nine Points of the Law veröffentlicht wurde, musste Gibson die neue Karriere aufgeben. Im März 1921 wurde sie von der Spencer Production Company in einer Spielfilm-Hauptrolle engagiert und nach dessen Veröffentlichung unter Vertrag genommen. Allerdings erlitt Gibson vor Beginn des nächsten Drehs eine Appendizitis und bekam infolgedessen eine Peritonitis. Während sie im Krankenhaus lag, wurde sie vom Studio durch eine andere Darstellerin ersetzt.
Nach ihrer Genesung fand Gibson zunächst keine neue Anstellung als Schauspielerin. Das lag wahrscheinlich an einem Wandel in Hollywood. Vorher waren viele Darstellerinnen Co-Drehbuchautorinnen oder Produzentinnen ihrer Filme. Die Studiobosse schränkten das jedoch ein, weil ihnen diese Emanzipation missfiel, und viele Schauspielerinnen bekamen keine oder wenige Rollenangebote. Aus demselben Grund kamen die Studios auch wieder vermehrt auf als Frauen verkleidete Stuntmänner in riskanten Szenen zurück.
Im September 1921 erhielt Gibson eine Rolle in einem Spielfilm einer unabhängigen Produktionsfirma. Allerdings kamen die Dreharbeiten nicht zustande, sodass die Besetzung kein Geld erhielt. Zudem verletzte sich Gibson bei den Reitszenen. Anfang 1924 fand sie schließlich eine neue Arbeit, als sie in die Reitstaffel des Ringling Bros. and Barnum & Bailey Circus aufgenommen wurde. Sie war zwei Jahre Mitglied in dessen Wild West Show und schloss sich danach der Wild West Show eines Vaudeville-Ensembles aus Boston an, deren restliche Mitglieder Hopi-Indianer waren.

### Comeback
Ab Ende der 1920er Jahre konnte sich Gibson als Statistin und Stuntfrau in Tonfilmen großer Studios etablieren. Sie war unter anderem das Double von Ethel Barrymore, Marie Dressler und Georgia Hale. Zudem trat sie gelegentlich bei Benefiz-Rodeos und Reitturnieren auf. 1935 heiratete sie Clifton Johnson, einen Set-Elektriker, den sie bei Dreharbeiten kennen gelernt hatte. Während des Zweiten Weltkriegs war Gibson weiter als Statistin tätig und wurde zudem Schatzmeisterin einer Interessenvertretung für Stuntfrauen.
1951 hatte Gibson neben den anderen bekannten ehemaligen Stummfilm-Darstellern Francis X. Bushman, William Farnum und Betty Blythe einen Cameoauftritt im Film Mord in Hollywood. Sie erhielt dafür 55 Dollar und wurde vom damals noch wenig bekannten Nachwuchsdarsteller Tony Curtis zur Premiere ins Academy Award Theater gebracht. Dort bekamen sie und ihre Kollegen jeweils eine Plakette von der Hollywood Chamber of Commerce, einer in Hollywood ansässigen Industrie- und Handelskammer, überreicht. Sie wurden für ihren „herausragenden Beitrag zum Film“, die „Freude, die sie Millionen Zuschauern weltweit bereiteten“ sowie ihrer „Hilfe dabei, Hollywood zur Filmwelthauptstadt“ zu machen, gewürdigt.

## Spätere Jahre
Gibson war bis 1954 in Statistenrollen zu sehen, ehe sie und ihr Ehemann an den Lake Tahoe zogen. Sie versuchten sich dort als Immobilienmakler, hatten damit aber keinen Erfolg. Deswegen kehrten sie nach Los Angeles zurück und erwarben ein Haus im Stadtteil Panorama City. 1957 erlitt Gibson einen Schlaganfall, arbeitete jedoch weiter als Schauspielerin und Stuntfrau.
Ihre letzte Rolle spielte Gibson in John Fords Der Mann, der Liberty Valance erschoß von 1962. Im selben Jahr zog sie sich endgültig aus dem Filmgeschäft zurück. Sie lebte fortan von einer monatlichen Rente in Höhe von 120 Dollar. Gibson und ihr Ehepartner zogen nach Roseburg, wo sie 1977 nach einem erneuten Schlaganfall an einer Herzinsuffizienz starb.

## Nachwirkung
Aufgrund ihrer über 100 Filmrollen und der hohen Qualität ihrer Stunts gilt Gibson als Vorreiterin, die Stuntfrauen den Weg ins Hollywood-Filmgeschäft ebnete. Deswegen wird bei den Action Icon Awards, einer seit 2011 bestehenden, alljährlichen Preisverleihung für Actionfilm-Darstellerinnen, der Helen Gibson Award für das Lebenswerk bedeutender Stuntfrauen vergeben.

## Filmografie (Auswahl)
- 1912: Ranch Girls on a Rampage
- 1914–1915: The Hazards of Helen (Serial, 63 Folgen)
- 1931: The Lightning Warrior (Serial, 2 Folgen)
- 1935: Frankensteins Braut (Bride of Frankenstein)
- 1936: Custer’s Last Stand (Serial, 5 Folgen)
- 1936: Winde der Wildnis (Winds of the Wasteland)
- 1937: High, Wide, and Handsome
- 1939: Ringo (Stagecoach)
- 1941: Sheriff von Tombstone (Sheriff of Tombstone)
- 1944: The Climax
- 1950: Banditenjäger (Crooked River)
- 1950: Einsame Herzen (Lonely Hearts Bandits)
- 1950: Reiter ohne Gnade (Kansas Raiders)
- 1951: Mord in Hollywood (Hollywood Story)
- 1952: Fluch der Verlorenen (Horizons West)
- 1952: Der Schatz im Canyon (The Treasure of Lost Canyon)
- 1953: Der Cowboy von San Antone (San Antone)
- 1953: Der Mann vom Alamo (The Man from Alamo)
- 1953: Chicago – 12 Uhr Mitternacht (City That Never Sleeps)
- 1959: Der letzte Befehl (The Horse Soldiers)
- 1962: Der Mann, der Liberty Valance erschoß (The Man Who Shot Liberty Valance)